# 紀元二千六百年特別観艦式

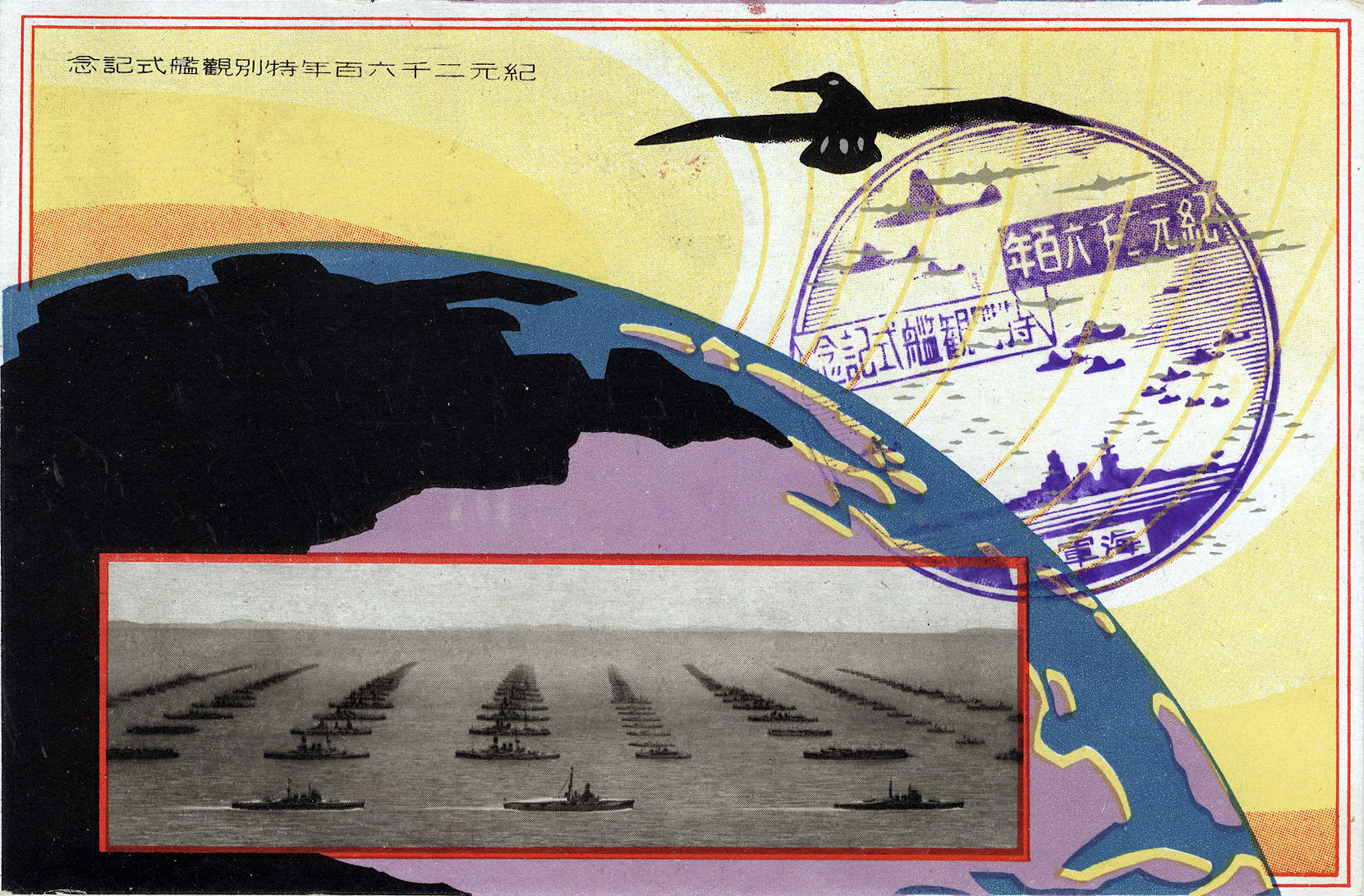
海軍省発行『紀元二千六百年特別觀艦式記念』絵葉書。艦列数等が異なるので紀元二千六百年特別観艦式当日の写真ではない。

紀元二千六百年特別観艦式（きげんにせんろっぴゃくねんとくべつかんかんしき、旧字体：紀元二千六百年特別觀艦式）は、神武天皇即位紀元2600年を奉祝して1940年（昭和15年）10月11日に行われた大日本帝国海軍の特別観艦式。観艦式指揮官を務めたのは聯合艦隊司令長官山本五十六海軍中将。

## 概要
紀元二千六百年記念行事の一環として1940年（昭和15年）10月11日に横浜港沖で開催され、聯合艦隊の艦艇98隻（596,000トン）による特別観艦式と、航空機527機（海軍航空隊及び観艦式参列艦船搭載機）による空中分列式（編隊飛行）が執り行われた。翌1941年（昭和16年）の太平洋戦争（大東亜戦争）開戦に伴い、以降の観艦式は行われなかったため、帝国海軍最後の観艦式である。
帝国海軍の観艦式には国家の大典に当たって挙行される「特別観艦式」と、大演習又は特別大演習の終期に挙行される「大演習観艦式」の二種類が存在し、紀元2600年を奉祝する事を主たる目的とした本観艦式も特別観艦式とするのが適当とされ、名称も「紀元二千六百年特別観艦式」とするのが至極当然とされた。しかし、帝国海軍が1940年（昭和15年）に特別大演習を実施すべきことに内定したため、形式は特別観艦式として、名称は両者を兼ねて「紀元二千六百年特別大演習観艦式」として準備を進めて上奏・裁可を経たが、後に本来の通り「紀元二千六百年特別観艦式」に改め、1940年（昭和15年）9月12日にこの旨を軍令部総長伏見宮博恭王が上奏し、昭和天皇の裁可を仰いだ。
観艦式の実施方法としては、受閲艦艇と観閲艦艇の双方が航行しながら観閲する「移動観艦式」と、停泊した受閲艦艇の間を観閲艦艇が航行する「碇泊観艦式」があるが、移動観艦式は予行及び実施に当たって莫大な燃料と相当広域な海面が必要なため、東京湾で実施するのは困難があると認められ、また1936年（昭和11年）に神戸港沖で実施された移動観艦式の経験に鑑み、視界その他の影響を受けて実効を挙げ得ざる点を考慮して、碇泊観艦式で実施する事となった。
なお、観艦式では外国の軍艦もしくは船舶が参加する例もあったが、本観艦式では当時の国際情勢において外国の艦船を観艦式場に在泊させる事は機密保持及び各国の国交状態に鑑みて適当ではないとして、外国艦船は一切参加させず、日本船舶に関しては特に指定するものに限り参列を許可し、外国人に対しては原則として陪観又は拝観させない事とした。
実施時期については、昭和16年度における聯合艦隊の集合時期を目処として、人事異動及び艦船兵器・航空機の整備をこれに合わせて計画し、当初は1940年（昭和15年）10月25日から27日までの間として計画され、軍令部総長より上奏・裁可を得たが、8月24日に至って10月11日に変更する旨を軍令部総長より上奏し、裁可を得た。
10月11日の観艦式当日、参加艦艇は横浜港沖に展開し、南方より北方へ各列を配置し、各艦船は東西方向に整列した。また、番外列は第一列の南側、最南方列に配置した。昭和天皇が乗艦した御召艦比叡は、第一列と第二列の間を東進した後、第三列と第四列の間を西進し、予定位置に投錨して御親閲は終了した。この間、空中分列指揮官・小澤治三郎海軍少将（第一航空戦隊司令官）が指揮する戦闘機・攻撃機・爆撃機・水上偵察機・飛行艇等による527機の大編隊が式場上空に飛来し、西方に飛び去った。
軍艦長門の船上で招待客に昼食が振舞われた。席の割り振りには軍艦の名前が用いられており、山城や陸奥の名などがある。

## 式次第時間割
以下は大元帥たる昭和天皇の観艦式当日の時間割（タイムテーブル）である。当初計画案を基に、実施に合わせて修正を行った。
- 08:05 - 宮城御出門
- 08:15 - 東京駅発の宮廷列車に乗車
- 09:00 - 横浜港駅に着御、横浜港御召桟橋より御召艇に乗御
- 09:10 - 御召艦比叡に乗御
- 09:40 - 御召艦が浮標を離れ、観艦式式場に向かう
- 10:00 - 御親閲開始、空中分列式（編隊飛行）開始
- 11:00 - 御親閲終了、御召艦が予定位置に投錨、観艦式参加の主要職員が御召艦に参集
- 11:55 - 御座所に於いて参加部隊の司令長官・司令官・参謀長・艦長及び司令等が拝謁、勅語拝受並びに奉答
- 12:40 - 御昼餐
- 13:30 - 御召艦が抜錨し、横浜港内に向かう
- 14:20 - 御召艦を退艦し、御召艇に乗御
- 14:25 - 御召桟橋に上陸
- 14:30 - 横浜港駅を発御、宮城へ還幸

### 勅語
紀元二千六百年特別観艦式ノ勅語（昭和15年10月11日）

## 参加艦艇一覧
下記は昭和15年10月9日観艦式指揮官制定の「紀元2600年特別観艦式輸送規程」の紀元二千六百年特別観艦式式場図を参照した。
（◎御召艦、○聯合艦隊旗艦、●艦隊旗艦、△戦隊旗艦）
先導艦
●高雄
御召艦
◎比叡
供奉艦
△加古、古鷹
第一列
（航空母艦・潜水艦列）
△赤城、△飛龍、蒼龍、瑞穂、△五十鈴、伊六八、伊七一、伊七五、伊七四、伊八、△伊七、伊五三、伊五五、伊六六、沖風、峯風、矢風
第二列
（主力艦・駆逐艦列）
○長門、陸奥、伊勢、山城、摂津、△涼風、江風、村雨、春雨、夕立、五月雨、漣、綾波、浦波、初雪、白雪、吹雪
第三列
（主力艦・巡洋艦・駆逐艦列）
△金剛、榛名、△熊野、鈴谷、最上、△利根、筑摩、△陽炎、大潮、朝潮、荒潮、満潮、霰、霞、不知火、黒潮、雪風、初風
第四列
（主力艦・巡洋艦・潜水艦・駆逐艦列）
●千歳、神威、△多摩、常磐、千代田、△伊一六、伊一二四、伊一二三、呂三四、呂三三、伊一二一、如月、弥生、望月、睦月
第五列
（主力艦・敷設艦・駆逐艦・潜水艦・掃海艇列）
日向、△沖島、天龍、△八重山、蒼鷹、神風、沼風、波風、野風、伊一五、呂五七、呂五八、掃三、掃一、掃四、掃二、掃五、掃六
番外列
（潜水母艦・特務艦列）
△長鯨、迅鯨、勝力、駒橋、明石、間宮、早鞆、尻矢、宗谷、朝光丸、金龍丸、大成丸（高等商船学校練習船）、凌風丸（中央気象台観測船）
紀元二千六百年特別観艦式に参加した上記船艇の大半は翌年に勃発した太平洋戦争（大東亜戦争）で戦没した。戦前の観艦式に参加した船艇の中で、戦後の海上自衛隊観艦式・海上保安庁観閲式に参加したのは宗谷と凌風丸のみである。

## 行幸供奉員
- 宮内大臣 - 松平恒雄
- 内大臣 - 侯爵木戸幸一
- 侍従長 - 百武三郎
- 侍従武官長 - 蓮沼蕃
- 侍従武官 - 男爵鮫島具重
- 侍従武官 - 侯爵醍醐忠重
- 侍従武官 - 山澄貞次郎
- 侍従武官 - 徳永鹿之助
- 侍従武官 - 横山明
- 侍従職御用掛 - 柴伝吉
- 宮内事務員 - 大金益次郎
- 宮内書記官 - 岡松進次郎
- 侍従 - 小倉庫次
- 侍従 - 徳川義寛
- 侍医 - 村山浩一
- 主膳監 - 野村利吉